# 尾尖异株荨麻
尾尖异株荨麻（学名：Urtica dioica sp. afghanica）为荨麻科荨麻属下的一个亚种。

## 扩展阅读
- 維基物種上的相關：尾尖异株荨麻